# Bishōjo senshi Sailor Moon: Another Story
Bishōjo senshi Sailor Moon: Another Story (美少女戦士セーラームーン ANOTHER STORY?, Bishōjo senshi Sērā Mūn ANOTHER STORY) è un videogioco di ruolo alla giapponese, ispirato ai personaggi dell'anime Sailor Moon, e pubblicato dalla Angel nel 1995 per Super Nintendo.

## Trama
Una malvagia creatura chiamata Apsu arriva sulla Terra dal trentesimo secolo, insieme al suo esercito di guerriere, per alterare il passato in modo da avere il futuro che lei desidera e quindi entrare in possesso del cristallo d'argento e dominare Crystal Tokyo.
Le seguaci di Apsu sono chiamate Oppositio Senshi (Sin, Anshar, Nabu, Ishtar, Marduk e Nergal), e riescono nell'intento di cambiare il passato delle Sailor Senshi, facendo sì che i nemici da loro sconfitti in precedenza ritornino in vita.
Grazie all'aiuto dei quattro generali, le guerriere sailor riescono ad ottenere il Barazuishou (cristallo di rosa) di Tuxedo Kamen (che nel gioco sostituisce il cristallo d'oro presente in Sailor Moon SuperS), che permetterà loro di ripristinare lo status quo e quindi salvare Crystal Tokyo.

### Ambientazione
Il gioco sembrerebbe ambientato fra la terza e la quarta stagione del manga, ma il ricorso ad elementi sia dell'anime che del manga rendono la trama di questo videogioco non collocabile all'interno della cronologia ufficiale della serie. Per esempio Tuxedo Kamen utilizza delle rose ogni volta che entra in scena come nell'anime, mentre Chibiusa è in grado di trasformarsi in Super Sailor Chibi Moon tramile il graal come nel manga.

### Cambiamenti della storia
- La pietra sul bastone di Sailor Pluto non è del tradizionale colore rosso, ma verde, e la guerriera è in grado di fermare il tempo senza avere alcuna conseguenza.
- Nel gioco Sailor Moon può utilizzare il graal, anche se non sono presenti tutte le guerriere (condizione indispensabile nel manga) e nonostante nell'anime fosse stato distrutto.
- Al posto del cristallo d'oro, Mamoru Chiba è provvisto del Barazuishou (cristallo di rosa)
- Le guerriere sailor possono utilizzare sia gli attacchi dell'anime che quelli presenti solo nel manga. Per esempio Sailor Venus può usare tanto il Crescent Beam che la Wink Chain Sword.

## Modalità di gioco
Another Story si distingue da qualunque altro videogioco ispirato a Sailor Moon per diverse caratteristiche. Fra le tante, è possibile durante i combattimenti utilizzare tecniche di attacco in cui vengono coinvolti due o più personaggi. I punti persi durante i combattimenti vengono rigenerati alla fine di ogni scontro.
Nel corso della storia il giocatore può raccogliere dei pezzi di un puzzle che una volta completo mostrerà una immagine delle dieci guerriere sailor. Una volta completato il puzzle vengono sbloccati alcuni contenuti speciali.

## Doppiaggio
| Personaggio      | Doppiatore        |
| ---------------- | ----------------- |
| Sailor Moon      | Kotono Mitsuishi  |
| Sailor Mercury   | Aya Hisakawa      |
| Sailor Mars      | Michie Tomizawa   |
| Sailor Jupiter   | Emi Shinohara     |
| Sailor Venus     | Rika Fukami       |
| Sailor ChibiMoon | Kae Araki         |
| Sailor Uranus    | Megumi Ogata      |
| Sailor Neptune   | Masako Katsuki    |
| Sailor Pluto     | Chiyoko Kawashima |
| Sailor Saturn    | Yūko Minaguchi    |